# 大峽谷大學
大峡谷大学（英語：Grand Canyon University）是美国一所中型私立的宗教大学，位于亚利桑那州凤凰城。学校提供在校和网络本科，及研究生教育课程。学校为1949年建立，目的是为宗教人士提供受高等教育。

## 學校排名
根據2007年CNN的報導，大峽谷大學被列入美國最佳前5大線上商業大學排行榜。
在2021年的US NEWS的全美大學排行榜中，大峽谷大學位列第298—389名。2017年，該大學曾在最佳學院中被列為二級大學，現被歸類為綜合型私立大學。

## 認可機構
- 美國教育部
- 中華人民共和國教育部
- 中華民國教育部[4]

## 外部連結
- 大峡谷大学官方網站（页面存档备份，存于）
- GCU Student Portal（页面存档备份，存于）